# Cipactónal

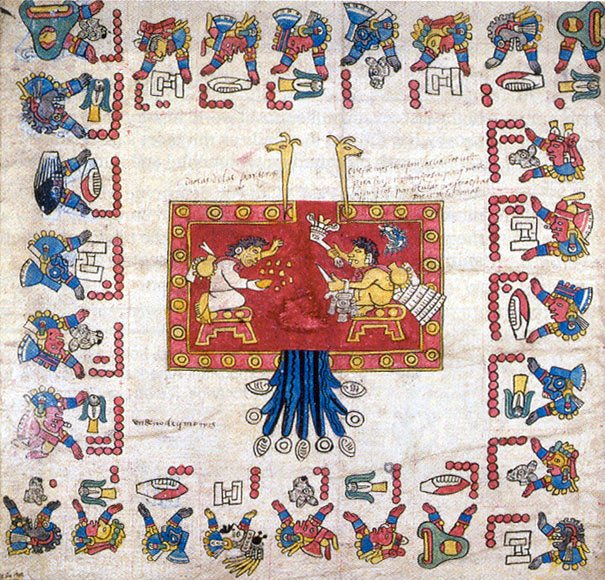
Oxomoco y Cipactónal.

Cipactónal (del náhuatl: cipactonal ‘espíritu de lagarto’‘cipactli, lagarto; tonalli, espíritu’) en la mitología mexica, es el semidiós creado junto con Oxomoco para poblar el primer sol. Tiempo después tras la caída del primer sol a manos de Tezcatlipoca y su ejército de demonios en forma de jaguar, fue deificado como el dios  de la astrología y de los calendarios, los cuales inventó junto con su esposa Oxomoco por orden de Quetzalcóatl, es la personificación del día. Cipactónal y Oxomoco juntos son los Adán y Eva de la mitología náhuatl, posteriormente deificados. Oxomoco debía hilar, y Cipactonal trabajar la tierra y no estar ocioso. Quetzalcóatl les trajo el maíz desde Mictlán confrontándose con Mictlantecuhtli para que Oxomoco lo sembrara, cuidara y cosechara y luego Cipactonal lo moliera y cocinara para que ambos se fortaleciesen al comerlo. Tras ello el rey del Mictlán junto con el dios Tláloc escondieron los restos del maíz en el monte Tonacatepetl.
Cipactónal es de sexo masculino ya que es el encargado de la sabiduría y el creador de los demás dioses, es también llamado Ometecuhtli, y Oxomoco es de sexo femenino, si bien el nombre es más masculino, ella se encarga de la adivinación, el tejido y las parteras, también llamada Omecihuatl, ambos son la dualicada u Ometeotl "el señor dual". En la mitología Maya estarían relacionados con Itzam Na (varón) y Ix Chel(mujer), ambas son parejas primigenias.
El nombre ‘Cipactonal[li]’ puede significar también ‘Día del Lagarto’ o ‘Día Cipactli’; este nombre puede ser una alusión a dos cosas: 
1. Era el primer hombre, de hecho el tonalli llamado “Cipactli” es el primer día del calendario mexica y era el día del comienzo, del origen.
2. Inventó el calendario, de hecho (como ya se ha especificado) “Cipactli” es un tonalli [«Día»] del calendario sagrado mexica.